# Sverige versus USA
Sverige versus USA är en statistisk bok utgiven på Timbro 2004 som jämför ekonomiska skillnader mellan USA och Sverige. Den är skriven av Fredrik Bergström och Robert Gidehag och presenterades med en artikel på Dagens Nyheters debattsida. En uppmärksammad slutsats är att svenska hushåll har lika stor inkomst som afroamerikanska hushåll.